# Oxytropis dinarica
Oxytropis dinarica là một loài thực vật có hoa trong họ Đậu. Loài này được (Murb.) Wettst. miêu tả khoa học đầu tiên.